# Wysiedlenia Polaków podczas II wojny światowej

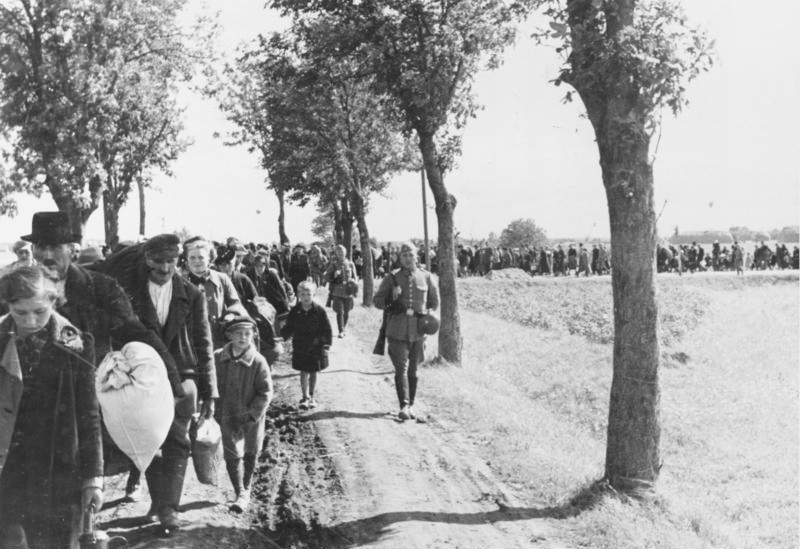
Wysiedlenia Polaków z Kraju Warty (1939)

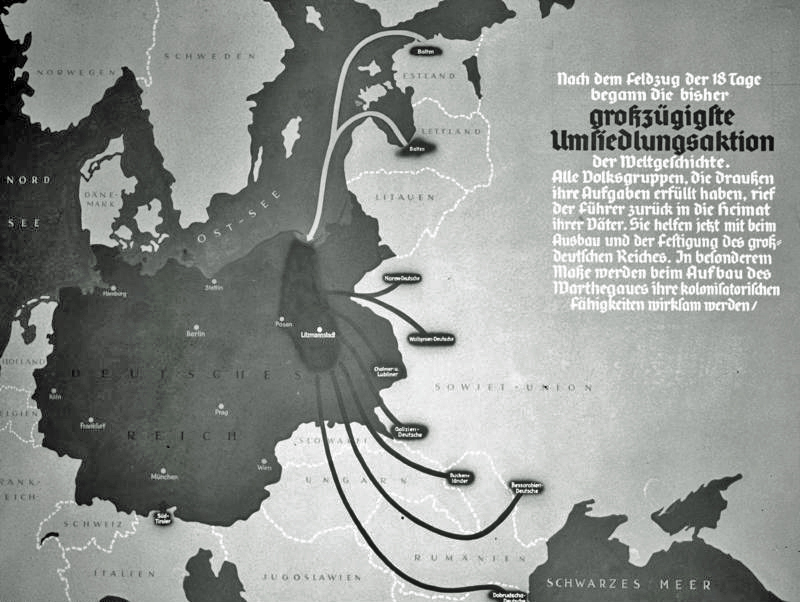
Lokalizacje, z których niemiecka organizacja VoMi przesiedlała volksdeutschów na teren Kraju Warty i Pomorza Nadwiślańskiego w miejsca po wysiedlonych Polakach i Żydach

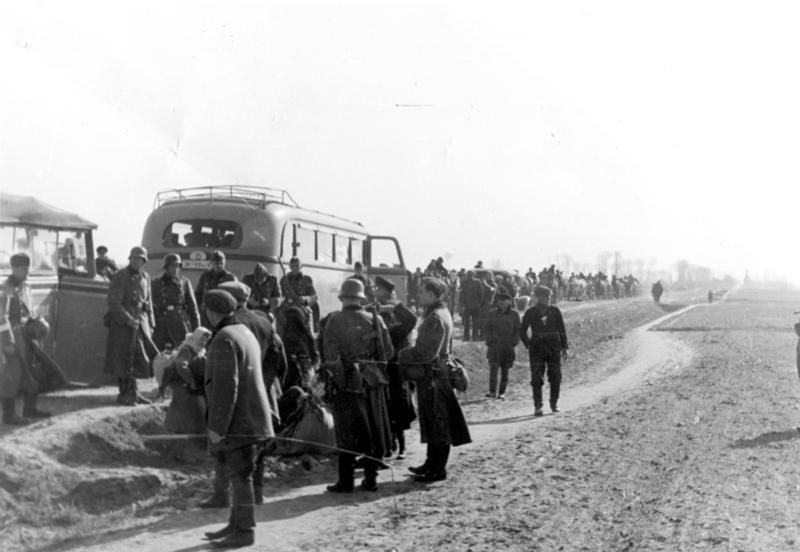
Wysiedlenie Polaków z Wielkopolski – tzw. Kraju Warty (1939)

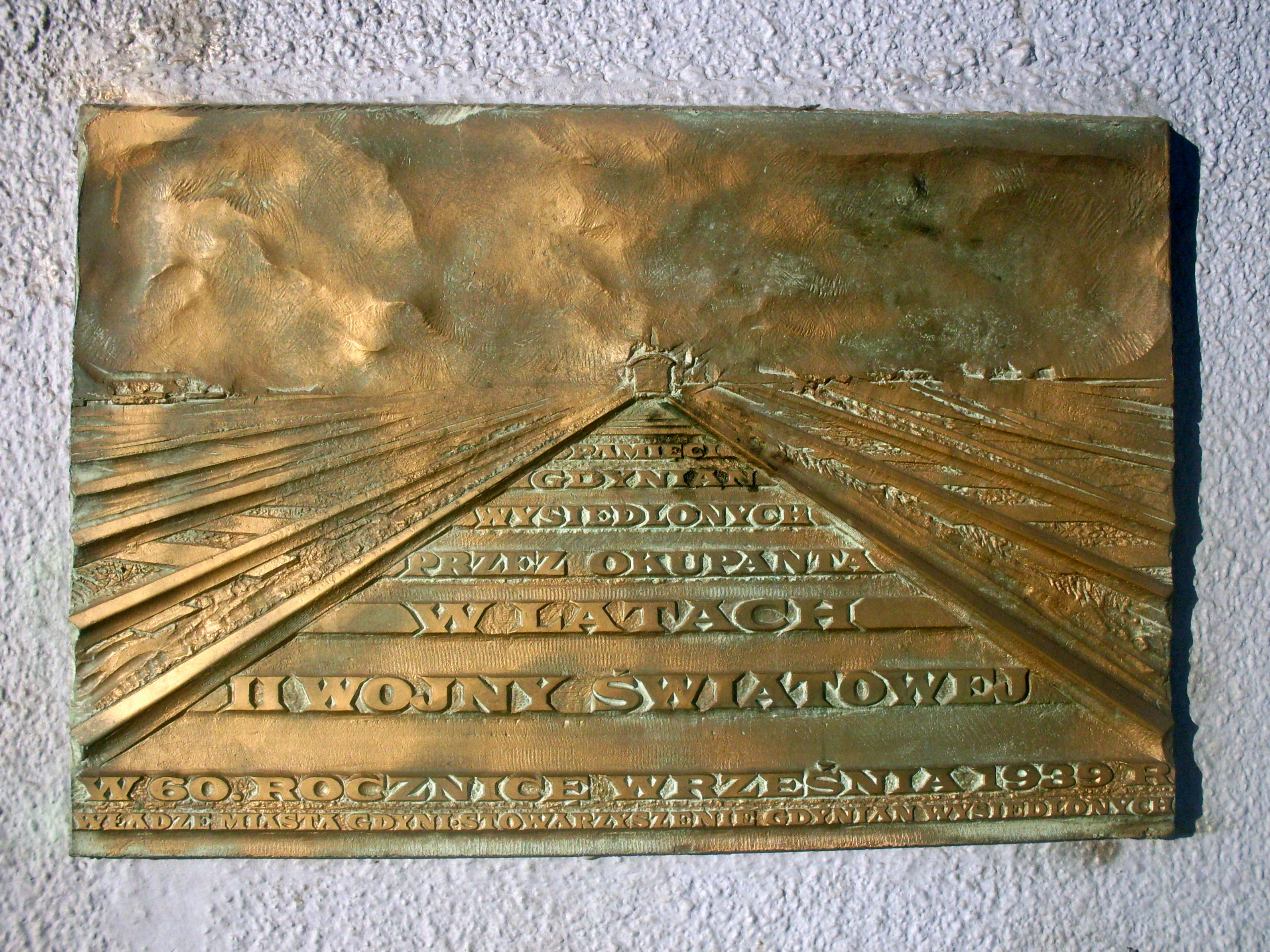
Tablica upamiętniająca wypędzenie gdynian

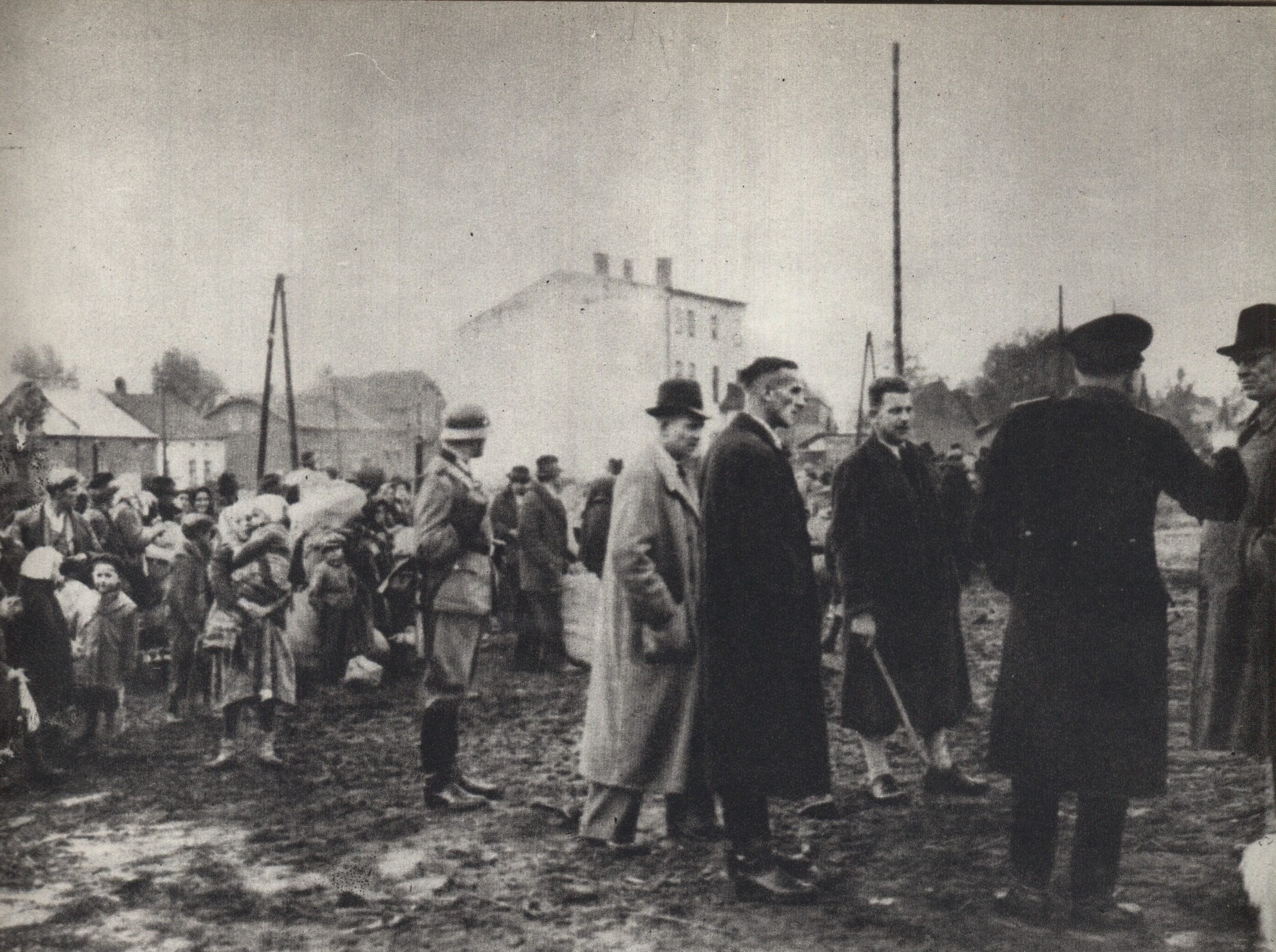
Wysiedlenia Polaków z Żywiecczyzny jesienią 1940

Wysiedlenia Polaków podczas II wojny światowej – miały miejsce w latach 1939–1945 w okupowanej Polsce i związane były z niemieckimi oraz radzieckimi planami germanizacji i sowietyzacji terenów należących do II Rzeczypospolitej. Wysiedlenia te miały charakter zorganizowany lub spontaniczny i wiązały się z wysiedleniem i grabieżą majątku oraz nieruchomości byłym właścicielom – Polakom. Później przybrały charakter zorganizowanych starannie zaplanowanych wysiedleń całych obszarów zamieszkanych przez ludność polską z zamiarem osiedlenia na tych terenach ludności niemieckiej tzw. Generalsiedlungsplan – Generalny Plan Przesiedleńczy, w przypadku władz sowieckich polegały na masowych deportacjach Polaków w głąb ZSRR lub na zachód i osiedlania na miejsce Polaków sprowadzanych osób narodowości ukraińskiej i rosyjskiej.

## Niemieckie wysiedlenia Polaków 1939–1945
Wysiedlenia Polaków przez Niemców odbywały się praktycznie od momentu rozpoczęcia wojny do czasu pobytu armii niemieckiej na terenach Polski. Przeprowadzane tych wysiedleń wiązało się z koncepcją planu „poszerzania przestrzeni życiowej” dla Niemców na wschodzie Drang nach Osten. Stanowiły one jeden z ważnych punktów zawartych w generalnym planie wschodnim tzw. Generalplan Ost opracowanym przez dra E. Wetzla – kierownika Wydziału Polityki Rasowej w Ministerstwie Rzeszy. Generalsiedlungsplan przewidywał docelowo m.in. przesiedlenie 80–85% ludności polskiej na Syberię. „Plan przewiduje wysiedlenie 80–85% Polaków, tzn. [...] miałoby zostać wysiedlonych 16-20,4 miliona Polaków, podczas gdy 3-4,8 miliona Polaków miałoby pozostać na niemieckim terenie osiedleńczym”. Jednym z pierwszych dekretów wydanych przez Hitlera po zakończeniu wojny z Polską był „Dekret o umocnieniu niemieckości” polecający Himmlerowi przeprowadzenie masowych przesiedleń ludności polskiej datowany na 7 października 1939 roku.
Dnia 25 listopada 1939 r. w Urzędzie do Spraw Polityki Rasowej NSDAP powstał memoriał Erharda Wetzela i Günthera Hechta pt. „Traktowanie ludności byłych obszarów Polski z punktu widzenia polityki rasowej”, który poruszał kwestie wysiedleń oraz strategii okupantów w tym zakresie. Memoriał ten różnicował traktowanie ludności z podziałem na tereny wcielone do III Rzeszy oraz te, z których utworzyć miano Generalne Gubernatorstwo. W pierwszej kolejności miano wysiedlić z terenów wcielonych do Rzeszy – Pomorza, Śląska, Wielkopolski wszystkich Polaków i Żydów. Punkt drugi memoriału dotyczy w całości tej problematyki. Dokument szacował liczbę Polaków przeznaczonych do wysiedlenia z zaanektowanych terenów na liczbę 6 636 000 Pozostałą część Polaków wykazujących sympatie wobec okupantów oraz Kaszubów, Mazurów i Ślązaków określonych jako Wasserpolen szacował na około 1,2 mln i przeznaczał do tzw. procesu całkowitego zniemczenia. Memoriał wyszczególniał także 530 tys. Żydów mających zostać wysiedlonych wraz z Polakami. Zdecydowanie polska ludność – o ile nie nadaje się do zasymilowania – powinna zostać wysiedlona, a pozostała zniemczona.
W okresie późniejszym po wysiedleniach z terenów II RP, które zostały wcielone do III Rzeszy, przewidywano także usunięcie Polaków oraz wszelkich innych Słowian (głównie Ukraińców) także z terenów Generalnego Gubernatorstwa. Gubernator GG Hans Frank na posiedzeniu rządu 11 marca 1942 w Krakowie stwierdził: „...celem naszym [...] winno być opróżnienie dla osadnictwa niemieckiego całego Kraju Wisły (niem. Weichselland) włącznie z Galicją. Będzie to oczywiście możliwe tylko wówczas, jeśli się z biegiem czasu usunie stąd obce narodowości – Polaków i Ukraińców. Nie ulega wątpliwości, że przeprowadzenie takich zmian potrwa dziesiątki lat; jest to jednakże jedynie słuszna linia postępowania; każda inna jest błędna”.

### Wysiedlenia „dzikie”
Pierwsze migracje ludności ziem wcielonych do Rzeszy podczas II wojny światowej rozpoczęły się już we wrześniu 1939 r. Wielu Polaków, chroniąc się przed nadchodzącą armią niemiecką, opuszczało swoje miejsca zamieszkania, udając się w głąb kraju: Część uciekinierów, która nie zginęła od razu we wrześniu, wróciła po ustaniu ostatnich walk. Niektórzy, obawiając się represji, rozproszyli się po całym kraju lub uszli za granicę. Uchodźcy z ziem zachodnich i północnych zapoczątkowali masowe przesiedlenia z terenów Pomorza, Wielkopolski i Śląska.
Wysiedlenia Polaków były początkowo przeprowadzane spontanicznie z inicjatywy niemieckich władz lokalnych, bez zgody centralnych urzędów administracji Rzeszy. „Dzikie” wypędzenia rozpoczęły się w pierwszych tygodniach okupacji i trwały aż do końca listopada 1939 r. Polegały na wzywaniu imiennie poszczególnych osób (głównie posiadaczy ziemskich, kupców i rzemieślników) przez lokalne nowo powołane władze okupacyjne i nakazywaniu im opuszczenia w ciągu 24 godzin miejsca zamieszkania. Innym sposobem było otaczanie całych dzielnic miast kordonami wojska i policji, a następnie usuwanie ich mieszkańców. Wzywani mogli zabrać jedynie niezbędną odzież, podręczne przedmioty oraz żywność na drogę. Cały swój majątek, nieruchomości, meble, urządzenia musieli pozostawić do dyspozycji władz niemieckich, które przekazywały je osadnikom niemieckim. Ze względu na to, że często wysiedleń tych dokonywano na wniosek miejscowych Niemców, dotychczasowych sąsiadów wysiedlanych należących do mniejszości niemieckiej majątki te przechodziły na ich własność. W niektórych powiatach wysiedlono w ten sposób kilkaset osób, w powiecie bydgoskim ok. 1000, a w Gdyni kilka tysięcy osób. W sumie liczbę wysiedlonych oraz zbiegłych, po wybuchu wojny, których zmuszono do porzucenia swoich majątków, niemieckie władze oszacowały na liczbę od 30 do 40 tys.

### Wysiedlenia planowe

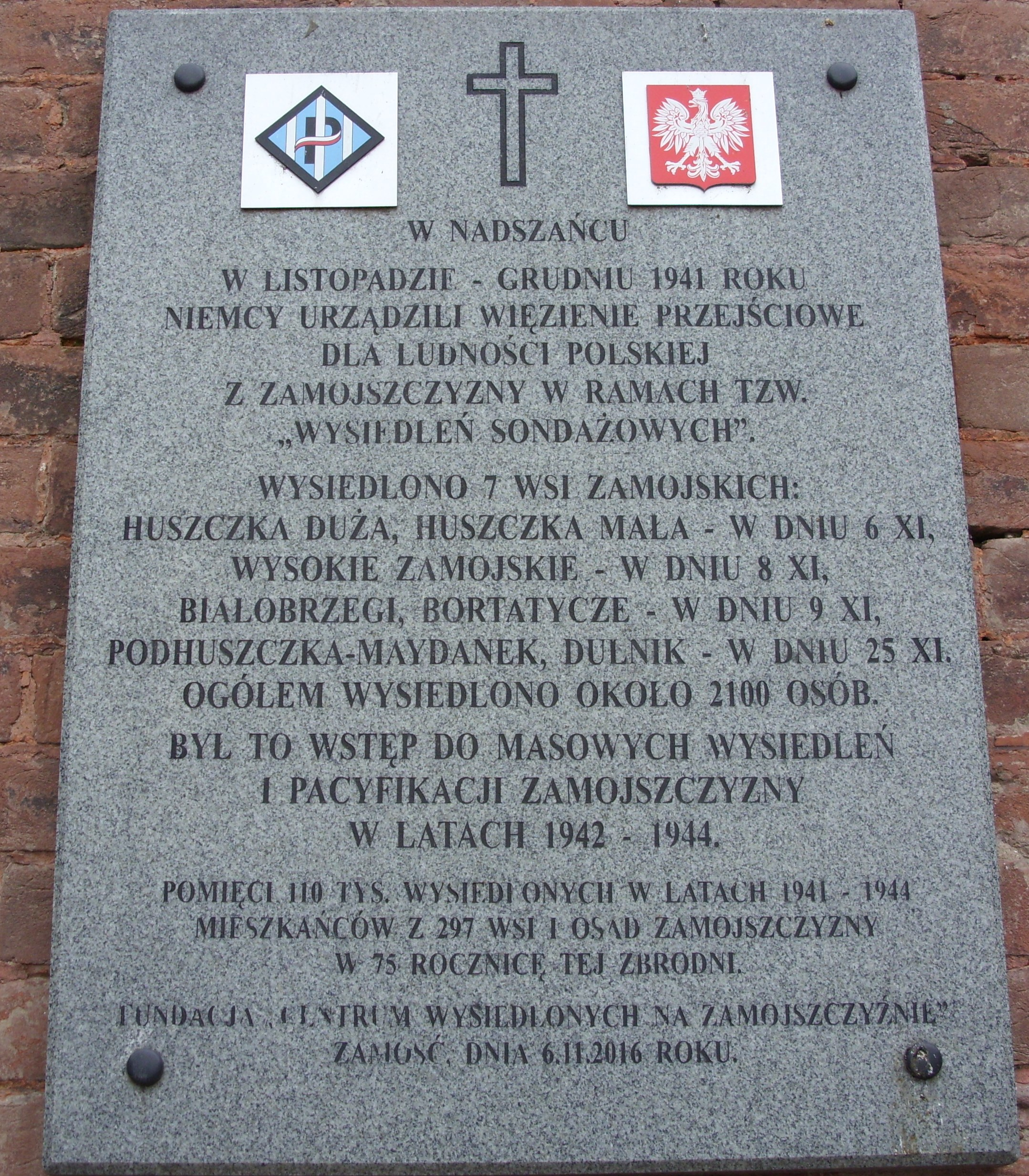
Wysiedlenia wsi zamojskich od 1941, tablica w Zamościu

Wysiedlenia te rząd III Rzeszy planował jeszcze przed rozpoczęciem wojny jako konsekwencje planu „poszerzania przestrzeni życiowej” dla Niemców na wschodzie Drang nach Osten. 21 września 1939 r. na konferencji odbytej w Berlinie u szefa policji bezpieczeństwa i służby bezpieczeństwa Reinharda Heydricha nakazano dowódcom Einsatzgruppen przesiedlenie ludności żydowskiej do Polski centralnej. Z kolei 11 października 1939 r. – po wcześniejszym uzgodnieniu sprawy z Hitlerem – Reichsführer-SS Heinrich Himmler, już jako Komisarz Rzeszy dla Umocnienia Niemczyzny, upoważnił policję bezpieczeństwa i służbę bezpieczeństwa do rozpoczęcia wysiedleń ludności polskiej i żydowskiej z Gdańska, Gdyni i Poznania.
Na temat zasięgu i kierunków wysiedleń toczyły się dyskusje w kierowniczych kręgach III Rzeszy. 30 października 1939 r. rozporządzeniem wykonawczym do dekretu Hitlera z 7 października r. „O umocnieniu Niemczyzny” wyznaczono kryteria wysiedleń. W pierwszym rzędzie objąć miały one ludność napływową, czyli urodzoną poza terenem dawnego zaboru pruskiego, oraz ludność żydowską. W kolejnym rozporządzeniu z 3 listopada 1939 r. Himmler zezwolił na dalsze przesiedlenia w Poznańskiem i na Pomorzu, wiążąc je z osadnictwem Niemców z Krajów nadbałtyckich oraz innych obszarów anektowanych przez ZSRR. Z terenów II Rzeczypospolitej wcielonych do Niemiec planowano przesiedlić do Generalnego Gubernatorstwa docelowo 8 mln osób, tj. ok. 80% zamieszkałej tam ludności polskiej. W pierwszym rzucie zamierzano w okresie od listopada 1939 do lutego 1940 roku wysiedlić ok. 1 mln osób. Reszta Polaków przesiedlona miała być do końca wojny.
Wysiedlenia planowe rozpoczęły się formalnie w drugiej połowie listopada 1939 r., w praktyce jednak – w początkach 1940 r. Ostatecznie wysiedlenia przybrały mniejsze rozmiary od planowanych. Ludność polską przymuszano do podpisania volkslisty oraz starano się ją zgermanizować. Wyjątkiem był Kraj Warty, gdzie namiestnik Rzeszy Arthur Greiser, który uznając Polaków za „element niegodny do włączenia w społeczeństwo niemieckie”, zarządził masowe wysiedlenia.

### Wysiedlanie z Kraju Warty
Wysiedlano z Kraju Warty do Generalnego Gubernatorstwa w szczególności Żydów oraz Polaków – ziemian i przedsiębiorców, którym bez rekompensat odbierano majątki. Do końca 1939 r. wysłano do GG ok. 80 transportów – ogółem 87 883 osób. Do końca 1940 r. wysiedlenia objęły już ponad 250 000 osób. W 1941 r. nasilono politykę wysiedlania Żydów z Kraju Warty do dowolnego z blisko 200 gett utworzonych na terenie GG. Z samego Poznania przesiedlono do GG ok. 70 000 osób. Setki tysięcy ludzi, głównie młodych, czasem nastolatków, wysiedlono jako robotników przymusowych w głąb Rzeszy. Na miejsce Polaków i Żydów napływały grupy Niemców ze Wschodu, z terenów zajętych przez ZSRR. W 1939 r. przesiedlono 87 rejsami ponad 60 000 Niemców z krajów bałtyckich, z których większość trafiła do Kraju Warty. Dalszymi grupami byli Niemcy z Wołynia – ponad 50 000, z Galicji – ponad 50 000, z Podlasia – prawie 10 000. Zgodnie z porozumieniem z ZSRR, rozpoczęto w 1940 r. politykę „repatriacji” dziesiątek tysięcy Niemców z Besarabii, Bukowiny i innych części Rumunii. Istniały plany sprowadzenia na te tereny Niemców zamieszkujących obie Ameryki.

### Wysiedlenia z Pomorza
Masowe wysiedlenia dotknęły również wcielone do Rzeszy obszary Pomorza. W pierwszym rzędzie objęły one Polaków z południowej części Pomorza (z racji dużych skupisk ludności polskiej w tych rejonach), mieszkańców Gdyni, a także rodziny osób zamordowanych jesienią 1939 r. Celem było usunięcie tzw. elementów stanowiących zagrożenie dla Rzeszy, w tym osób mogących prowadzić działalność niepodległościową. Na ogół jednak wysiedlenia na Pomorzu nie przybrały tak wielkich rozmiarów jak w Kraju Warty, gdyż tamtejszy gauleiter – Albert Forster – preferował raczej zniemczanie polskiej ludności poprzez masowe wpisywanie na volkslistę i niechętnie przyjmował niemieckich przesiedleńców z Europy Wschodniej. Jesienią 1940 roku akcję wysiedleńczą na Pomorzu przeprowadzano w zorganizowany sposób, tworząc Centralną Komórkę Przesiedleń w Gdyni. Urząd ten nawiązał współpracę z rządem okupacyjnym w Generalnego Gubernatorstwa. Wyższy dowódca SS i policji w Gdańsku Richard Hildebrandt w swoim raporcie do Forstera raportował, że „od marca 1940 roku wysiedlono do GG bądź umieszczono w obozach dla przesiedleńców ponad 120 000 Polaków i Żydów”. Deportacje ludności polskiej odbywały się w czasie surowych mrozów w zimie przełomu 1939/40 w zaplombowanych bydlęcych wagonach bez ogrzewania, z których nie było możliwości wychodzenia nawet w celu załatwienia potrzeb fizjologicznych. Hans Frank wspominając te transporty, powiedział na posiedzeniu rządu 9 grudnia 1942 roku, że „dzień po dniu przybywały do Generalnego Gubernatorstwa pociągi towarowe obładowane ludźmi. Niektóre wagony były po brzegi wypełnione trupami”.
Dane liczbowe dotyczące wysiedlonej ludności z Pomorza są rozbieżne. Według W. Jastrzębskiego do początków 1943 r. wysiedlono 121 765 osób, w tym 91 533 do Generalnego Gubernatorstwa i 30 232 wyrugowanych w ramach tzw. przesiedleń wewnętrznych, do obozów i prac przymusowych lub poddanych procesowi germanizacji. C. Łuczak wymienia liczbę 124 tys. osób. Z kolei J. Sziling pisał o ponad 170 tys. wysiedlonych, w tym 90 tys. do Polski centralnej. Znaczna część wysiedlonych (60 do 80 tys.) pochodziła z Gdyni. Natomiast według niepełnych danych, podczas okupacji z różnych stron Europy przybyło na Pomorze około 130 tys. Niemców, w tym 57 tys. z Europy Wschodniej.
W połowie 1941 r. w miejsce wypędzonych Polaków sprowadzono 200 000 niemieckich repatriantów. Biuro Greileta rozdzieliło do 1942 r. polskie nieruchomości. 928 000 skonfiskowanych polskich gospodarstw rozdzielono pomiędzy przybyłych osadników, miejscowych Niemców, część zaś (około 21%) zostało we władaniu niemieckich trustów.

### Wysiedlenia z Zamojszczyzny
Akcja rozpoczęta w listopadzie 1942 na terenie Zamojszczyzny objęła 110 tys. Polaków. Nie została ona wykonana według pierwotnych założeń z powodu akcji obronnej polskiego podziemia, znanej jako powstanie zamojskie.

### Wysiedlenia po powstaniu warszawskim
Po wybuchu powstania Hitler wydał rozkaz zniszczenia miasta oraz wymordowania wszystkich jego mieszkańców. W pierwszych dniach sierpnia 1944 r. realizacja tego rozkazu zaowocowała masakrami na skalę dotąd niespotykaną (tylko na warszawskiej Woli zamordowano jednego dnia 45 tysięcy osób). Masowe egzekucje wstrzymał około 10 sierpnia rozkaz Hitlera, nakazujący wysyłanie zagarniętej ludności do obozów koncentracyjnych i zakładów pracy na terenie GG i Rzeszy. Odtąd ludność cywilna była wypędzana z miasta. Schemat wysiedleń wyglądał zazwyczaj podobnie. Najpierw cywilów spędzano wśród gwałtów i grabieży do prowizorycznych obozów przejściowych znajdujących się w obrębie miasta – takich jak kościół św. Wojciecha na Woli, targowisko Zieleniak na Ochocie, koszary Stauferkasserne i Flakkasserne na Mokotowie czy gmach CIWF na Bielanach. Przetrzymywani w nieludzkich warunkach (bez żywności, wody i pomocy medycznej) i narażeni na coraz to nowe gwałty, szykany i grabieże Polacy byli następnie wywożeni poza miasto, głównie do zorganizowanego przez Niemców obozu przejściowego w Pruszkowie (przeszło przezeń od 390 do 410 tysięcy warszawiaków).
Dalej los wypędzonych bywał różny. Około 90 tys. Polaków wysłano do pracy przymusowej w głąb Rzeszy, 60 tys. skierowano do obozów koncentracyjnych, a około 100 tys. zwolniono bądź wyprowadzono z obozów przejściowych pod różnymi pretekstami. Resztę, to jest 300– 350 tys. ludzi, rozwieziono po całym Generalnym Gubernatorstwie (najwięcej do zachodniej części dystryktu warszawskiego, następnie radomskiego i krakowskiego) pozostawiając ich tam bez jakichkolwiek środków do życia.

### Deportowani na roboty przymusowe
Deportowanych na roboty przymusowe zatrudniano najczęściej w rolnictwie, leśnictwie, ogrodnictwie i rybołówstwie, nieco rzadziej w przemyśle i transporcie. Pewna część pracowała w innych gałęziach niemieckiej gospodarki, a także np. gospodarstwach domowych (jako służący). Z robotnikami przymusowymi nie zawierano umów pisemnych, a o czasie ich pracy decydował pracodawca, często nie respektując prawa do niedziel i świąt. Nie mieli praw urlopowych, nie mogli także bez przepustki oddalać się poza miejscowość, gdzie byli zatrudnieni, nie wolno im było uczestniczyć w imprezach kulturalnych ani przebywać w lokalach publicznych; nie wolno im było bez zezwolenia zawierać związków małżeńskich. Mieli obowiązek nosić na ubraniu wyróżniającą ich naszywkę (Polacy – trójkąt z literą „P”). Młodociani zobowiązani byli do pracy w wymiarze identycznym z dorosłymi, ale za mniejsze wynagrodzenie.

### Szacunek ludności wysiedlonej przez Niemców w okupowanej Polsce
| Nazwa terytorium                       | Liczba wysiedlonych   |
| -------------------------------------- | --------------------- |
| Kraj Warty                             | 630 000               |
| Śląsk                                  | 81 000                |
| Pomorze                                | 120 000 – 170 000     |
| Okręg białostocki                      | 28 000                |
| Rejencja ciechanowska                  | 25 000                |
| Wysiedlenia „dzikie” (głównie Pomorze) | 30 000 – 40 000       |
| Ziemie wcielone (łącznie)              | 918 000 – 928 000     |
| Zamojszczyzna                          | 100 000 – 110 000     |
| Generalne Gubernatorstwo (poligony)    | 171 000               |
| Warszawa (po powstaniu warszawskim)    | 500 000 – 600 000     |
| Razem na terenach okupowanych          | 1 689 000 – 1 709 000 |

## Sowieckie deportacje w latach 1939–1941

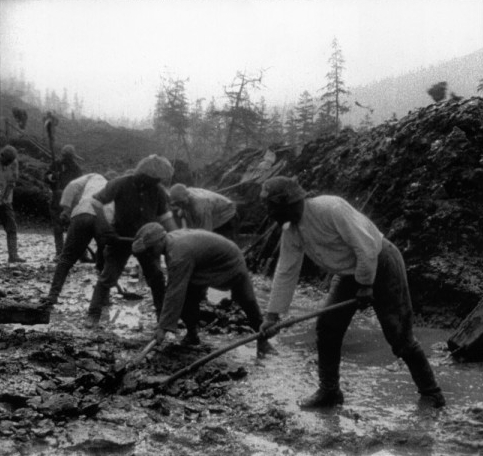
Kołyma budowa drogi przez więźniów Gułagu

Zajęcie blisko połowy terytorium II RP przez współpracujący z III Rzeszą, ZSRR spowodował zastosowanie wobec wszystkich zamieszkujących te obszary narodów zasady zbiorowej odpowiedzialności. Pierwszych obywateli polskich, blisko 55 000 uchodźców z centralnej i zachodniej Polski, wysiedlono już w październiku 1939 r. Przesiedlono ich do wschodnich obwodów Białoruskiej i Ukraińskiej SRR, w ramach tzw. rozładowywania miast kresowych. Przesunięcia „bieżeńców”, bo tak w terminologii NKWD określano polską ludność uchodźczą, głównie Żydów, która znalazła się w radzieckiej strefie okupacyjnej, odbyły się, zanim oficjalnie podjęto uchwałę o przyłączeniu ziem tzw. Zachodniej Białorusi i Zachodniej Ukrainy do ZSRR. W grudniu 1939 władze radzieckie podjęły ostateczną decyzję o przystąpieniu do usuwania niepewnego politycznie elementu z zajętych obszarów. 5 grudnia 1939 RKL ZSRR podjęła uchwałę nr 1001-558 ss o wysiedleniu osadników i służby leśnej z zach. obw. Białoruskiej i Ukraińskiej SRR. Kilka dni później dyrektywy Ł. Berii nałożyły na przyszłych szefów operacji Ł. Canawę (Lud. Kom. Spraw Wewn. BSRR) i I. Sierowa (Lud. Kom. Spraw Wewn. USRR) obowiązek przeprowadzenia specjalnych spisów rodzin podlegających deportacji. 29 grudnia 1939 RKL ZSRR zatwierdziła Instrukcję LKSW ZSRR o porządku przesiedlania polskich osadników z zachodnich obwodów USRR i BSRR, oraz Regulamin osad specjalnych i zasady zatrudniania osadników wysiedlanych z zachodnich obwodów USRR i BSRR.
Pierwsza deportacja miała miejsce 10 lutego, kolejne 13–14 kwietnia oraz na przełomie maja-lipca 1940 roku. Ostatnia odbyła się w maju i czerwcu 1941, tuż przed rozpoczęciem kampanii Barbarossa przeciwko ZSRR przez III Rzeszę. Pierwsze trzy dzielił przedział dwóch miesięcy niezbędny na dojazd przygotowanych wcześniej składów z zesłańcami do miejsc przymusowego ich osiedlenia i powrót po nową grupę. W tym czasie przygotowywano wszystkie niezbędne rozkazy i plany odnośnie do przebiegu akcji i miejsc rozlokowania kolejnych kontyngentów. Przeciętny skład składać się miał z 55 wagonów towarowych do przewozu ludności, 1 osobowego dla konwoju, 4 towarowych do przewozu cięższego bagażu, oraz 1 sanitarnego. W jednym wagonie (dwuosiowym) teoretycznie powinno jechać nie więcej niż 25-30 osób. Tak więc typowy transport obejmować winien ok. 1200-1500 osób. Z każdym transportem winien też jechać poza konwojem felczer i dwie pielęgniarki, zaś podczas drogi codziennie konwój winien wydać deportowanym jeden gorący posiłek i 800 g chleba na osobę. Jednak wszystkie te zarządzenia pozostały jedynie na papierze, a warunki jazdy zależały wyłącznie od dobrej woli wojsk konwojujących.

### Pierwsza deportacja
Wywózka 10 II 1940 objęła głównie ludność miejscową. Polacy stanowili w tym kontyngencie 70% wszystkich wywożonych, pozostałe 30% ludność białoruska i ukraińska. Wywożono przede wszystkim osadników wojskowych, średnich i niższych urzędników państwowych, służbę leśną oraz pracowników PKP. Zabierano całe rodziny bez wyjątku. Zgodnie ze ściśle tajnymi materiałami radzieckimi deportowano ok. 140 000 osób. Zesłańców rozlokowano w Komi ASRR, w północnych obwodach RFSRR: archangielskim, czelabińskim, czkałowskim, gorkowskim, irkuckim, iwanowskim, jarosławskim, kirowskim, mołotowskim, nowosybirskim, omskim, swierdłowskim i wołogodzkim, w Jakuckiej i Baszkirskiej ASRR oraz Kraju Krasnojarskim i Ałtajskim. Wysiedlony kontyngent określono mianem „spiecpieriesieliency-osadniki”. Bardzo złe warunki atmosferyczne, praca ponad siły przy wyrębie lasów, oraz osady o charakterze prawie że łagrowym i takiej dyscyplinie pracy, do których trafiła deportowana ludność, sprawiły, że śmiertelność tego kontyngentu była najwyższa, i wyniosła w już pierwszych miesiącach zesłania około 3–4%.

### Druga deportacja
W czasie drugiej deportacji (13–14 kwietnia 1940) wysiedleniu podlegały rodziny wrogów ustroju: urzędników państwowych, wojskowych, policjantów, służby więziennej, nauczycieli, działaczy społecznych, kupców, przemysłowców i bankierów oraz rodziny osób aresztowanych dotychczas przez NKWD i zatrzymanych przy nielegalnej próbie przekroczenia linii demarkacyjnej niemiecko-radzieckiej. Jednak akcja ta była dużo łagodniejsza od pierwszej. Złożyły się na to zarówno warunki termiczne (wiosna), jak i stopień winy wywożonych. O ile bowiem pierwsza wywózka klasyfikowała się wyłącznie do osad specjalnych, o tyle nowi zesłańcy, określani przez NKWD jako „administratiwno-wysłannyje” podlegali jedynie przymusowemu przesiedleniu na nowe, wyznaczone miejsca stałego pobytu. W ramach tej akcji zesłano ok. 61 000 osób. Wyjątkowo duży był w tym przypadku odsetek kobiet i dzieci, wynosił bowiem do 80% całości transportów. Ludność tę osadzono w północnym Kazachstanie, w obwodach: aktiubińskim, akmolińskim, kustanajskim, pietropawłowskim, karagandyjskim, semipałatyńskim, pawłodarskim i północno-kazachstańskim, kilka tysięcy skierowano też do obwodu czelabińskiego. W maju 1940, w ramach uzupełniania kontyngentów lutowego i kwietniowego, wywieziono niewielkie grupy Polaków, Żydów i Białorusinów z powiatu białostockiego, lidzkiego i grodzieńskiego.

### Trzecia deportacja
Trzecia deportacja (maj-lipiec 1940) objęła głównie uchodźców z centralnej i zachodniej Polski przybyłych w czasie działań wojennych na tereny, które znalazły się potem pod okupacją radziecką. Większość deportowanych stanowili Żydzi (do 80% całości kontyngentu), Białorusini i Ukraińcy. Liczba zesłańców, których w dokumentach radzieckich określa się mianem „spiecpieriesielency-bieżency”, wyniosła ponad 80 000 osób. Zostali oni przesiedleni do Autonomicznych Republik Radzieckich: Jakuckiej, Komi i Maryjskiej, Ałtajskiego i Krasnojarskiego Kraju, oraz do następujących obwodów RFSRR: archangielskiego, czelabińskiego, gorkowskiego, irkuckiego, mołotowskiego, nowosybirskiego, omskiego, swierdłowskiego i wołogodzkiego. Wiele rodzin z racji tzw. jakości kontyngentu umieszczono, podobnie jak zesłańców z lutego 1940, w specjalnych osadach pod całkowitą kontrolą NKWD.

### Czwarta deportacja
W czasie czwartej wywózki (maj-czerwiec 1941) na wschód pojechała głównie ludność ze środowisk inteligenckich, pozostali jeszcze uchodźcy, rodziny kolejarzy, rodziny osób aresztowanych przez NKWD w czasie drugiego roku okupacji, wykwalifikowanych robotników oraz rzemieślników. Dotknęła ona szczególnie mocno Białostocczyznę, Grodzieńszczyznę i Wileńszczyznę. Cała akcja odbyła się niejako w dwóch oddzielnych cyklach. W maju rozpoczęto wysiedlenie ludności z tzw. Zachodniej Ukrainy, w czerwcu z Zachodniej Białorusi i republik nadbałtyckich – Litwy, Łotwy i Estonii. W sumie deportowano ponad 85 000 osób. Nie są to jednak liczby do końca potwierdzone, bowiem wybuch wojny zaskoczył niektóre transporty jeszcze na ziemiach białoruskich, co spowodowało utknięcie pociągów i dość duże straty w ludziach – sięgające nawet kilkunastu procent całości transportu. Deportowanych tych przypisano do kategorii „ssylno-posielency”. Określono też czas trwania zsyłki na 20 lat. Rozmieszczeni oni zostali w Ałtajskim i Krasnojarskim Kraju, Kazachskiej SRR, obwodzie nowosybirskim, oraz dorzeczu Katuni i Biji.
W sumie, w ciągu 15 miesięcy radzieckiej okupacji, w wyniku masowych deportacji na wschód trafiło co najmniej 330–400 tys. osób. Do tego doliczyć należy osadzonych w więzieniach, skazanych i zesłanych do obozów pracy przymusowej, jeńców wojennych, młodzież wcieloną do Armii Czerwonej i „strojbatalionów” (grup budowlanych), oraz wszystkich wywiezionych mniej lub bardziej przymusowo do pracy w radzieckich fabrykach i kopalniach. W sumie otrzymamy orientacyjną liczbę ok. 700 000 obywateli II RP, którzy w okresie wrzesień 1939 – czerwiec 1941 dostali się w tryby radzieckiego systemu terroru. Do chwili podpisania umowy Sikorski-Majski i wydania przez władze radzieckie w sierpniu 1941 aktu amnestii wobec zesłanych obywateli polskich, przynajmniej 10% wszystkich osadzonych w specposiołkach, kopalniach i na wolnym zesłaniu zmarła z głodu, zimna, chorób i wyczerpania spowodowanego ponadludzką pracą fizyczną i zepchnięciem na margines sowieckiego społeczeństwa.

## Deportacje Polaków z Lwowszczyzny w latach 1944–1946
Wysiedlenie Polaków z jednego z najważniejszych miast polskich w historii – Lwowa, było największą (obok wysiedlenie Polaków z Wilna) miejską operacją przesiedleńczą dokonaną na terenie dawnych województw wschodnich Drugiej Rzeczypospolitej w latach 1944–1946 w ramach przymusowych przesiedleń ludności na obszar Polski pojałtańskiej.
Pierwsze zmasowane aresztowania i wywózki Polaków we Lwowie rozpoczęły się po zajęciu miasta przez Armię Czerwoną w lipcu 1944 roku (tzw. druga okupacja sowiecka Lwowa). Bezzwłocznie po zajęciu Lwowa przez Armię Czerwoną NKWD i Smiersz rozpoczęły aresztowania dowództwa i żołnierzy Armii Krajowej, polskich działaczy podziemia, uczonych oraz instalowanie sowieckiej administracji.
Niemal równocześnie prowadząc rokowania z Polakami o przynależność Lwowa, Rosjanie zainicjowali wielką akcję odwrócenia stosunków narodowościowych w mieście. Za pomocą specjalnie organizowanych transportów kolejowych i samochodowych do Lwowa ściągano dziesiątki tysięcy ludzi z głębi Rosji i Ukrainy, aby następnie rejestrować ich jako mieszkańców miasta. Według nie do końca wiarygodnego zestawienia władz sowieckich w dniu 1 października 1944 r. we Lwowie mieszkały 154 284 osoby, z czego 102 983 Polaków, co stanowiło 66,7% ogółu mieszkańców oraz 40 743 Ukraińców, czyli 26,4% ogółu. Zaledwie miesiąc później, tzn. 1 listopada 1944, Lwów liczył już 244 285 mieszkańców, w tym 112 413 Polaków, czyli 46% ogółu. Liczba Ukraińców i Rosjan wzrosła w tym czasie o około 80 tysięcy. W ten sposób strona sowiecka wytrącała z polskich rąk jedyny atut i argument, który mógł zaważyć na konferencji w Jałcie – argument stosunków narodowościowych w mieście.
W dniach 2–4 stycznia 1945 miały miejsce masowe aresztowania Polaków zamieszkałych we Lwowie. Objęły one według szacunków AK około 17 tys. osób, w tym 31 pracowników naukowych Uniwersytetu i Politechniki. Część aresztowanych po kilkudniowym śledztwie została zwolniona, jednak większość deportowano w głąb Związku Radzieckiego. Zostali wówczas aresztowani następujący profesorowie Politechniki Lwowskiej: Włodzimierz Burzyński, Edward Sucharda, Marian Janusz, Ewa Pilatowa, których po pewnym czasie zwolniono z więzienia we Lwowie. Innych aresztowanych profesorów przewieziono do łagru Krasnodon (Tadeusz Kuczyński, Stanisław Fryze, Witold Minkiewicz, Emil Łazoryk, Kazimierz Przybyłowski, Edwin Płażek, Aleksander Kozikowski). Skazani na 5, 10, lub 15 lat zostali oni skierowani do ciężkiej fizycznej pracy przy wyrębie lasów lub w kopalniach antracytu w Zagłębiu Donieckim. Dwóch profesorów nie przeżyło tych ciężkich warunków (Tadeusz Kuczyński i Emil Łazoryk), pozostałych zwolniono po ok. 6 miesiącach.
W dniu 10 lutego 1945 roku zakończyła się konferencja w Jałcie. Oznaczała ona fiasko polskich i alianckich prób ratowania Lwowa jako miasta polskiego. Sprawa została przegrana definitywnie (patrz: linia Curzona). W mieście przez dłuższy czas nie ogłaszano jej postanowień. Związane to było z faktem, że mieszkańców w ówczesnych realiach nie można było przesiedlić, gdyż granica zachodnia Polski nie była wciąż wyznaczona, a tereny, które miały Polsce przypaść, były wciąż bronione przez armie niemieckie. Do akcji przesiedleńczej przystąpiono w maju 1945 roku. W mieście rozpoczęła działalność Polska Komisja Ewakuacyjna, której zadaniem było wydawanie we współpracy z władzami sowieckimi kart ewakuacyjnych, rejestracja przesiedleńców i ich mienia, które podlegało ewakuacji. Mieszkańcy miasta stawili jednak bierny opór przymusowemu przesiedleniu. Nie zgłaszali się do rejestracji i nie pobierali kart ewakuacyjnych. W tym oporze umacniała ich postawa Kościoła, a zwłaszcza niezłomny przykład ówczesnego metropolity lwowskiego Eugeniusza Baziaka. Ten swoisty bojkot wywózek na zachód utrzymywał się mimo coraz brutalniejszych nacisków sowieckich i napływu nowej ludności ze wschodu. Wśród lwowian ciągle panowało przekonanie, że czas sowieckiej władzy „da się jakoś przeczekać”. Jednak uznanie przez USA i Wielką Brytanię w dniu 28 czerwca 1945 roku Tymczasowego Rządu Jedności Narodowej oraz cofnięcie 5 lipca 1945 roku uznania rządowi RP w Londynie przypieczętowało w sensie prawnym decyzje jałtańskie.
Polska Komisja Ewakuacyjna od maja 1945 roku do 15 czerwca 1946 wydawała w porozumieniu z władzami sowieckimi karty ewakuacyjne, ewidencjonowała wyjeżdżających oraz ich mienie, rejestrowała liczbę polskich mieszkańców przeznaczonych do przesiedlenia. Ludność przesiedlaną ładowano wraz z ich ściśle ograniczonym mieniem, które władze sowieckie pozwoliły zabrać, do 34-osobowych wagonów. Tak uformowane transporty kierowano w trzech kierunkach:
- południowym (Kraków, Bytom, Gliwice, Opole, Wrocław, Kłodzko),
- środkowym (przez centrum kraju w kierunku na Szczecin),
- północnym (Pomorze, Mazury).

Chodziło o maksymalne rozproszenie lwowian, którzy byli postrzegani przez komunistyczny rząd jako „element wrogi”, po całym obszarze kraju. Ponieważ tzw. umowa repatriacyjna ściśle ograniczała ilość i rodzaj ruchomości, które można było wywieźć, wyjeżdżający poddani zostali rygorowi drobiazgowych kontroli mienia przez organa sowieckie. Zdarzało się, że kontrole te pozbawiały przesiedlanych uwożonego dobytku nawet już na dworcu kolejowym, gdy mienie zostało załadowane do wagonów transportowych. Po 15 czerwca 1946 Polska Komisja Ewakuacyjna zaprzestała wydawania kart ewakuacyjnych. Do 29 listopada 1946 trwała operacja „zamykania akcji przesiedleńczej”. Ograniczano się do egzekwowania wyjazdu od osób, które otrzymały wcześniej kartę i dotąd nie wyjechały oraz rejestrowania wyjeżdżających. W maju i czerwcu 1946 roku terror i nacisk sowiecki na lwowian stał się już nie do zniesienia. Przymusowo zamykano kościoły i klasztory, brutalnie wymuszano wyjazdy. Zdarzały się ponure mordy na tle politycznym. Mieszkańcy trwali w biernym oporze, dekorując kwiatami drzwi zamkniętych świątyń i wznosząc do nich modły jako do ołtarzy. Zrozpaczeni i zdesperowani lwowianie wspólnie zanosili swoje prośby o ocalenie miasta do ponadnaturalnych sił wyższych, klęcząc na chodnikach wzdłuż lwowskich ulic. Ginące w „odmętach stepu” polskie miasto po raz ostatni starało się stawić czoła zalewającemu je zewsząd wschodniemu żywiołowi – ta ostatnia obrona Lwowa miała wymiar przede wszystkim duchowy i symboliczny. Pomiędzy ludnością polską a nową ludnością napływową coraz częściej dochodziło do groźnych zatargów i napięć, atmosfera w mieście stawała się trudna do zniesienia. Grupy nowych, sprowadzonych ze wschodu mieszkańców miasta na własną rękę, w drodze samosądów wymuszały na polskich mieszkańcach, by ci opróżnili z dawnych lokatorów mieszkania i lwowskie kamienice.
Ogółem od maja 1945 roku do końca listopada 1946 roku przesiedlono (w warunkach dramatycznego zmagania się z oporem mieszkańców miasta) transportami kolejowymi 130-140 tysięcy polskich lwowian (według oszacowań Zofii Lewartowskiej), co oznacza, że sowieckie wykazy stosunków narodowościowych w mieście mogły być zaniżone.
Rocznik statystyczny z 1937 r. szacował liczbę mieszkańców miasta na 317 tys., a w innej tabeli dzielił tę ludność według języka ojczystego. Posługujących się polskim [językiem] było 198 tys., żydowskim i hebrajskim 75 tys., ukraińskim i ruskim 25 tys. Te brakujące 46-56 tysięcy polskich lwowian to grupy ludności, która w 1939 roku odpłynęła na Węgry i do Rumunii, została wywieziona w trakcie sowieckich deportacji 1939–1941, uszła przed frontem w roku 1944, została zamordowana, zmobilizowana do Armii Żymierskiego i Berlinga latem 1944 roku, w tym samym czasie deportowana albo wyjechała dobrowolnie z miasta w latach 1944–1945. Według danych polskich pełnomocników do spraw ewakuacji ludności polskiej we Lwowie sumarycznie zarejestrowano do ewakuacji 108 523 osoby narodowości polskiej oraz 3691 osób narodowości żydowskiej z tego ewakuowano 98 865 osób narodowości polskiej oraz 3349 osób narodowości żydowskiej[8]. 29 listopada 1946 roku Polska Komisja Ewakuacyjna zamknęła swą działalność, a następnego dnia 30 listopada 1946 opuściła Lwów i terytorium ZSRR. Tym samym sześćset lat historii polskiego miasta zostało zakończone.